# Defiziente Zahl
Eine natürliche Zahl heißt defizient, wenn ihre echte Teilersumme (die Summe aller Teiler ohne die Zahl selbst) kleiner ist als die Zahl selbst.
Ist die Teilersumme dagegen gleich der Zahl, spricht man von einer vollkommenen Zahl, ist sie größer, so spricht man von einer abundanten Zahl.
Die Differenz der echten Teilersumme und der Zahl selbst nennt man Defizienz.

## Beispiele
Die Zahl 10 ist defizient, denn {\displaystyle 1+2+5=8<10}. Sie hat eine Defizienz von {\displaystyle 10-8=2}.
Ist die Teilersumme nur um eins kleiner als die Zahl, so spricht man von einer leicht defizienten Zahl (und einer Defizienz von 1).
Alle Potenzen der Zahl 2 sind leicht defizient:
| Potenz                   | Teilersumme                | Defizienz |
| ------------------------ | -------------------------- | --------- |
| {\displaystyle 2^{2}=4}  | {\displaystyle 1+2=3}      | 1         |
| {\displaystyle 2^{3}=8}  | {\displaystyle 1+2+4=7}    | 1         |
| {\displaystyle 2^{4}=16} | {\displaystyle 1+2+4+8=15} | 1         |
| {\displaystyle 2^{n}}    | {\displaystyle 2^{n}-1}    | 1         |

Die ersten defizienten Zahlen bis 40 lauten:
| Zahl               | Teilersumme             | Defizienz         |
| ------------------ | ----------------------- | ----------------- |
| {\displaystyle 1}  | {\displaystyle 0}       | {\displaystyle 1} |
| {\displaystyle 2}  | {\displaystyle 1}       | {\displaystyle 1} |
| {\displaystyle 3}  | {\displaystyle 1}       | {\displaystyle 2} |
| {\displaystyle 4}  | {\displaystyle 1+2=3}   | {\displaystyle 1} |
| {\displaystyle 5}  | {\displaystyle 1}       | {\displaystyle 4} |
| {\displaystyle 7}  | {\displaystyle 1}       | {\displaystyle 6} |
| {\displaystyle 8}  | {\displaystyle 1+2+4=7} | {\displaystyle 1} |
| {\displaystyle 9}  | {\displaystyle 1+3=4}   | {\displaystyle 5} |
| {\displaystyle 10} | {\displaystyle 1+2+5=8} | {\displaystyle 2} |

| Zahl               | Teilersumme                | Defizienz          |
| ------------------ | -------------------------- | ------------------ |
| {\displaystyle 11} | {\displaystyle 1}          | {\displaystyle 10} |
| {\displaystyle 13} | {\displaystyle 1}          | {\displaystyle 12} |
| {\displaystyle 14} | {\displaystyle 1+2+7=10}   | {\displaystyle 4}  |
| {\displaystyle 15} | {\displaystyle 1+3+5=9}    | {\displaystyle 6}  |
| {\displaystyle 16} | {\displaystyle 1+2+4+8=15} | {\displaystyle 1}  |
| {\displaystyle 17} | {\displaystyle 1}          | {\displaystyle 16} |
| {\displaystyle 19} | {\displaystyle 1}          | {\displaystyle 18} |

| Zahl               | Teilersumme               | Defizienz          |
| ------------------ | ------------------------- | ------------------ |
| {\displaystyle 21} | {\displaystyle 1+3+7=11}  | {\displaystyle 10} |
| {\displaystyle 22} | {\displaystyle 1+2+11=14} | {\displaystyle 8}  |
| {\displaystyle 23} | {\displaystyle 1}         | {\displaystyle 22} |
| {\displaystyle 25} | {\displaystyle 1+5=6}     | {\displaystyle 19} |
| {\displaystyle 26} | {\displaystyle 1+2+13=16} | {\displaystyle 10} |
| {\displaystyle 27} | {\displaystyle 1+3+9=13}  | {\displaystyle 14} |
| {\displaystyle 29} | {\displaystyle 1}         | {\displaystyle 28} |

| Zahl               | Teilersumme                   | Defizienz          |
| ------------------ | ----------------------------- | ------------------ |
| {\displaystyle 31} | {\displaystyle 1}             | {\displaystyle 30} |
| {\displaystyle 32} | {\displaystyle 1+2+4+8+16=31} | {\displaystyle 1}  |
| {\displaystyle 33} | {\displaystyle 1+3+11=15}     | {\displaystyle 18} |
| {\displaystyle 34} | {\displaystyle 1+2+17=20}     | {\displaystyle 14} |
| {\displaystyle 35} | {\displaystyle 1+5+7=13}      | {\displaystyle 22} |
| {\displaystyle 37} | {\displaystyle 1}             | {\displaystyle 36} |
| {\displaystyle 38} | {\displaystyle 1+2+19=22}     | {\displaystyle 16} |
| {\displaystyle 39} | {\displaystyle 1+3+13=17}     | {\displaystyle 22} |

Die ersten defizienten Zahlen lauten:
1, 2, 3, 4, 5, 7, 8, 9, 10, 11, 13, 14, 15, 16, 17, 19, 21, 22, 23, 25, 26, 27, 29, 31, 32, 33, 34, 35, 37, 38, 39, 41, 43, 44, 45, 46, 47, … Folge A005100 in OEIS

## Eigenschaften
- Alle Primzahlen sind defizient, da ihre echte Teilersumme immer 1 ist.
- Das Quadrat einer jeden Primzahl p ist defizient, da {\displaystyle 1}, {\displaystyle p} und {\displaystyle p^{2}} die einzigen Teiler von {\displaystyle p^{2}} sind und für die echte Teilersumme {\displaystyle 1+p} stets {\displaystyle 1+p<p^{2}} gilt.
- Es gibt unendlich viele gerade defiziente Zahlen.
- Es gibt unendlich viele ungerade defiziente Zahlen.
- Alle ungeraden Zahlen mit einem oder zwei verschiedenen Primfaktoren sind defiziente Zahlen.
- Alle echten Teiler einer defizienten Zahl oder einer perfekten Zahl sind defiziente Zahlen.
- Es existiert mindestens eine defiziente Zahl im Intervall {\displaystyle [n,n+\log(n)^{2}]} für alle ausreichend großen {\displaystyle n\geq n_{0}}.[1]